# Prinses-Margriet-Kanal

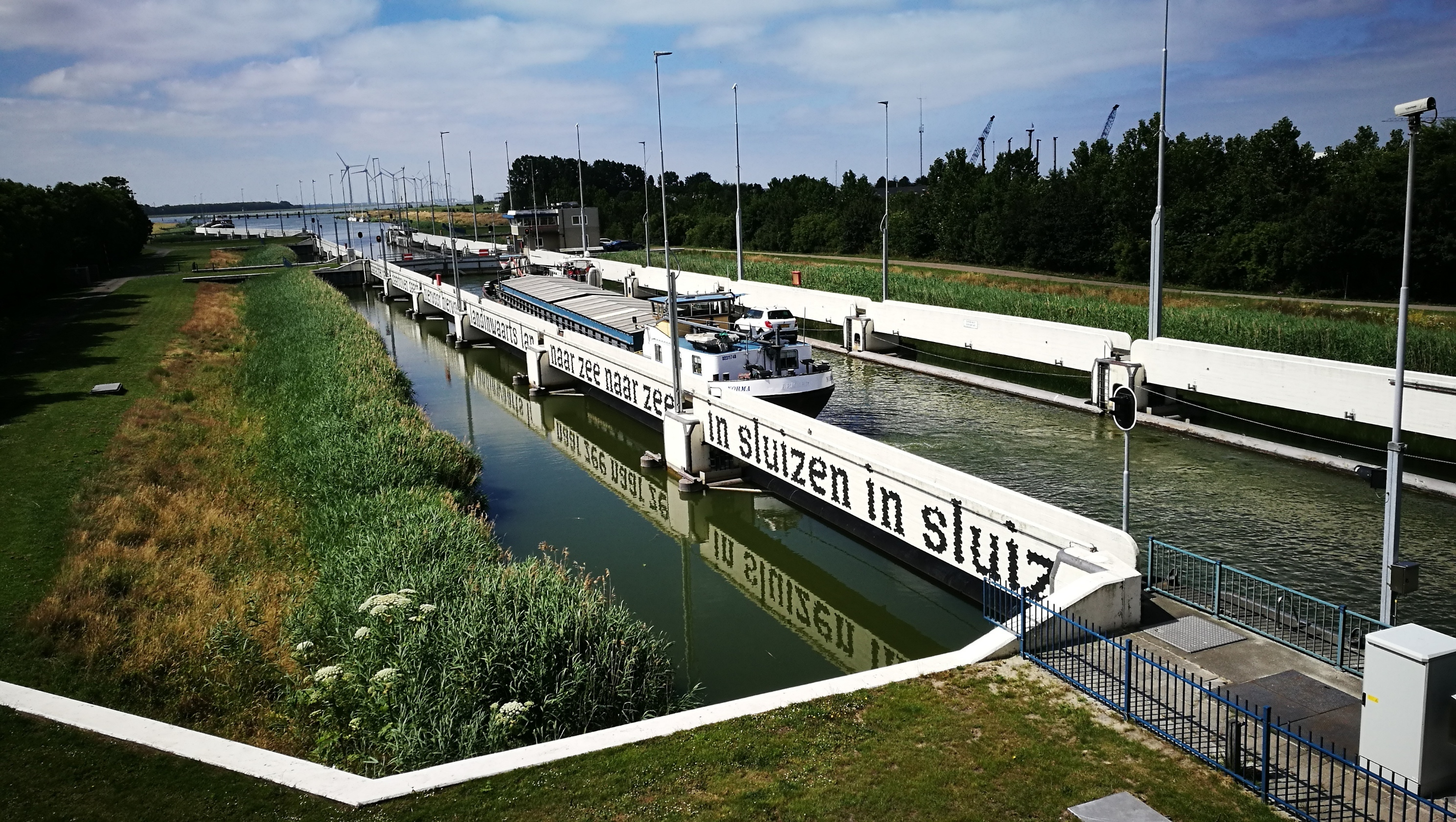
Lemmer / Schleuse zum Ijsselmeer

Der Prinses-Margriet-Kanal (westfriesisch Prinses Margrietkanaal) ist das friesische Teilstück eines Schifffahrtskanals in den Niederlanden von Lemmer nach Groningen. Mit dem Bau des Kanals wurde in den 1930er-Jahren begonnen. Der Teil des Kanals, der durch die Provinz Groningen führt, wird ab Stroobos Van Starkenborghkanaal genannt. Dieser Kanal wurde 1938 fertiggestellt und offiziell durch Königin Wilhelmina eingeweiht.
Die letzten Teilstücke des Prinses-Margriet-Kanals wurden nach dem Zweiten Weltkrieg angelegt, unter anderem zwischen den Gemeinden Grouw und Oude Schouw. Der friesische Teil der Verkehrsader Lemmer–Groningen wurde 1951 eröffnet und nach Margriet von Oranien-Nassau benannt. 1965 wurde die Fahrrinne des Kanal auf 3,8 m vertieft, so dass auch kleinere seefähige Schiffe Zugang zu den friesischen Binnengewässern haben können. Seit September 2011 ist der Kanal für Schiffe des Typs Großes Rheinschiff (Va) geeignet.
Der Kanal hat eine Länge von 64,5 km und ist über weite Strecken etwa 70 m breit.